# Leyte (ilha)

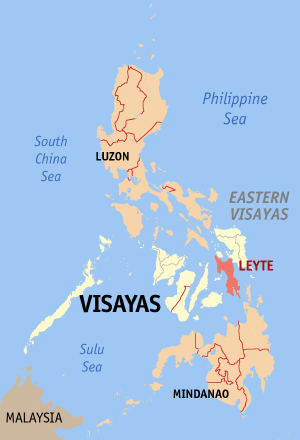
Localização de Leyte

Leyte é uma ilha das Filipinas localizada no grupo das Visayas. Tem uma população de aproximadamente 2 388 518 de pessoas e sua maior cidade e centro comercial é Tacloban.